# Lone Star Shootout
Lone Star Shootout ist ein Album, das die drei Gitarristen Lonnie Brooks, Long John Hunter und  Phillip Walker 1999 für das Label Alligator Records aufgenommen haben.

## Allgemeines
Das Album der drei Gitarristen entstand 1999 und beinhaltet 15 Titel. Drei von ihnen spielen die Gitarristen gemeinsam, die übrigen in verschiedenen Besetzungen. Die Titelliste geht von Boogie-Woogie über reine Soul-Nummern, vom Jump-Blues bis zur Cajun-Musik. Bei drei Titeln werden sie von Marcia Ball auf dem Klavier begleitet.
Roll, Roll, Roll ist eine Neuaufnahme eines Songs, die Lonnie Brooks in den 1950er-Jahren als „Guitar Junior“ geschrieben hatte. Boogie Rambler war in den 1950er Jahren ein Hit für Clarence Gatemouth Brown. Lonnie Brooks erinnert sich daran, dass man keinen Gig in Texas bekommen hat, wenn man seine Lieder nicht spielen konnte.

## Titelliste
- 1 	  	Roll, Roll, Roll –	Brooks, Shuler 	3:22
- 2 	  	Boogie Rambler –	Hooker, Robey 	3:09
- 3 	  	A Little More Time – Freemann	4:21
- 4 	  	Bon Ton Roulet –	Garlow, Shuler 	3:53
- 5 	  	Feel Good Doin' Bad –	Brooks 	4:14
- 6 	  	Alligators Around My Door –	Iglauer 	5:17
- 7 	  	Street Walking Woman –	White, White 	4:22
- 8 	  	This Should Go on Forever –	Miller 	3:39
- 9 	  	You're Playing Hooky – Green	3:21
- 10 	  	Born in Louisiana –	Owens	5:08
- 11 	  	Quit My Baby –	King, Ling 	4:10
- 12 	  	I Can't Stand It No More –	Reeder	3:54
- 13 	  	I Met the Blues in Person –	Brown	4:59
- 14 	  	It's Mighty Crazy –	Lightnin' Slim, West 	3:46
- 15 	  	Two Trains Running –	Davis, Waters 	5:56[3]

## Rezeption
Das Album wurde in Frankreich mit dem Prix Big Bill Broonzy 1999 ausgezeichnet.

### Kritikerstimmen
- Mojo (Publisher) (10/99, S. 112) – „... more conventional South-western blues ... but the principals are deftly mixed-and-matched, and anything that pushes the diffident Phillip Walker into a spotlight is to be welcomed.“ (mehr konventioneller Blues aus dem Südwesten ... aber die Chefs sind sicher und geschickt gemischt und alles, was den zurückhaltenden Phillip Walker ins Scheinwerferlicht bringt, ist willkommen.)
- Dirty Linen (2-3/00, S. 72) – „... [The trio] put their egos aside, and what results is a fine Gulf Coast/Texas blues set ... the trio's techniques are indisputable ...“ (Das Trio lässt seine Egos beiseite und was dabei herauskommt, ist eine Sammlung von feinem Golfküsten/Texasblues ... die technischen Fertigkeiten des Trios sind unbestritten ...)
- CD Universe Review – Score some plus points for Kaz Kazanoff's sax and harp playing, and the horn charts are mighty fine throughout. (Schreiben Sie Pluspunkte für Kaz Kazanoffs Saxophon- und Harmonikaspiel an, die Bläser sind überhaupt auf dem ganzen Album sehr gut.)[4]